# الكسندر ماركوس
الكسندر ماركوس (بالألمانية: Alexander Marcus)‏ هو منتج أسطوانات ألماني، ولد في 26 يوليو 1972 في برلين في ألمانيا.

## وصلات خارجية
- الموقع الرسمي
- الكسندر ماركوس على موقع ميوزك برينز (الإنجليزية)
- الكسندر ماركوس على موقع أول ميوزيك (الإنجليزية)
- الكسندر ماركوس على موقع ديسكوغز (الإنجليزية)